# Mujeres en informática

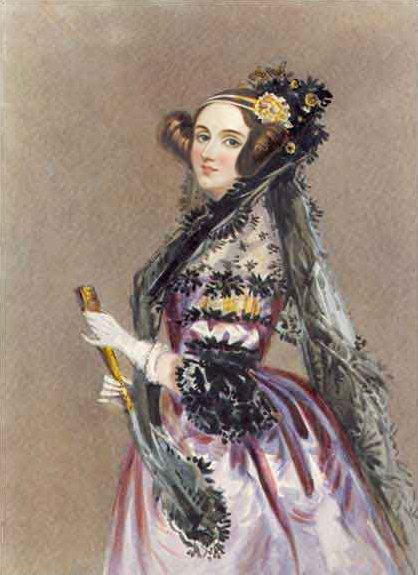
Ada Lovelace, la primera programadora.

La preocupación mundial sobre el papel actual y futuro de las mujeres en tareas de computación adquirió más importancia con la aparición de la era de la información. Estas preocupaciones motivaron la organización de debates públicos sobre la igualdad de género al verse que las aplicaciones informáticas ejercen una creciente influencia en la sociedad. Este diálogo ha ayudado a difundir las innovaciones en tecnología de la información y a reducir los efectos involuntarios del sexismo percibido. 
Desde el siglo XVIII, las mujeres han desarrollado cálculos científicos, incluyendo la predicción de Nicole-Reine Lepaute del Cometo de Halley, y la computación y cálculo de Maria Mitchell del movimiento de Venus.

## Descripción general

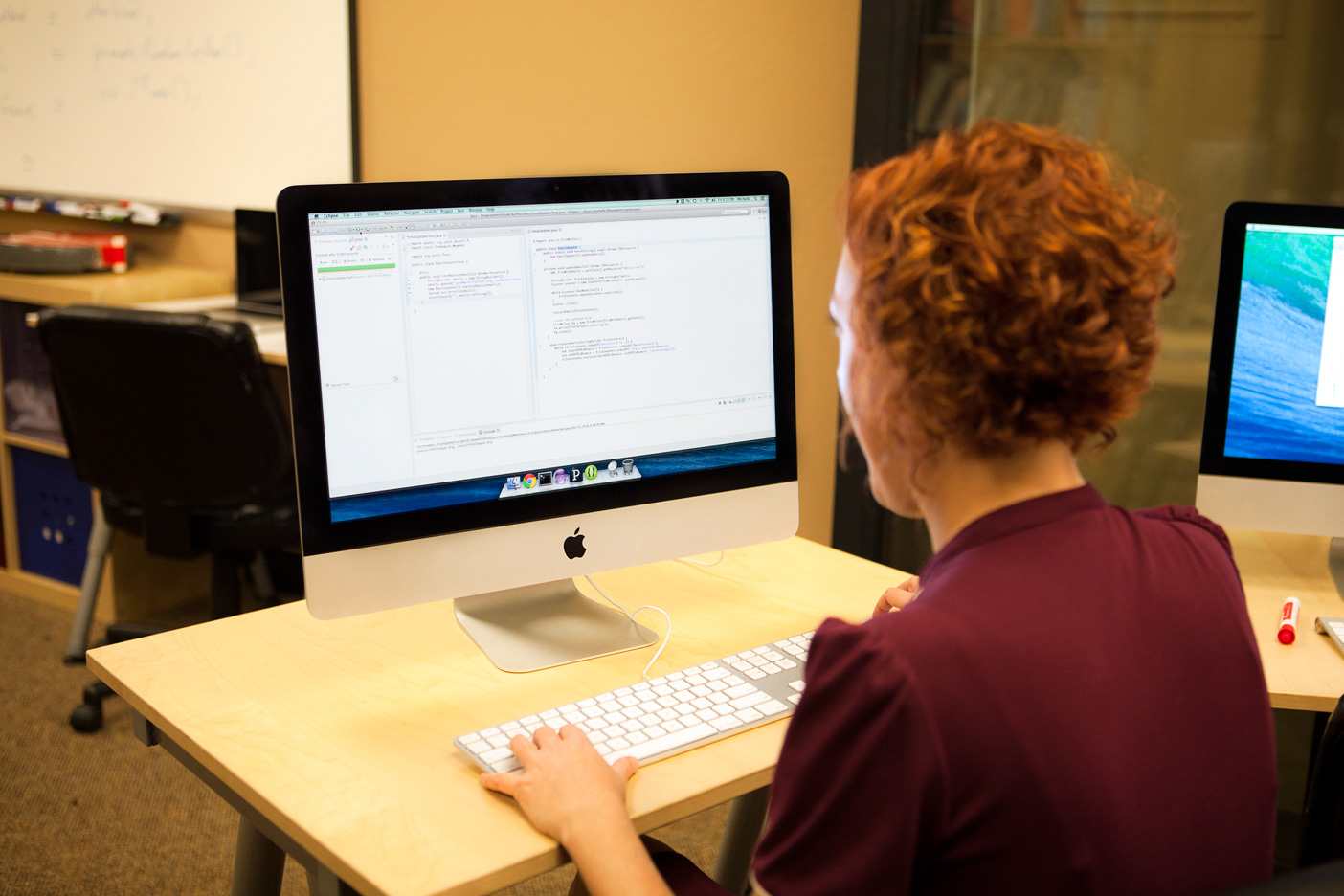
Programadora escribiendo en código Java, con JUnit.

En los Estados Unidos, el número de mujeres presentes en estudios de pregrado en informática, en cuadros de la tecnología de la información alcanzó su punto máximo a mediados de la década de 1980. Sobre todo en informática, ha habido una caída dramática en el número de mujeres que consiguen el título de grado. Las cifras recientes de la asociación de investigación de informática Taulbee de la encuesta indican que el número cayó recientemente a por debajo del 12%, viniendo de casi un 40% a mediados de los 80. Una situación similar se observa en Canadá, donde la disminución de mujeres en la informática es evidente.
La investigación ha demostrado que muchos conceptos erróneos sobre la computación persisten y pueden desalentar a las mujeres. Uno de los mayores malentendidos con la informática es el "factor geek" o del "maquinitas chiflado asocial", Se cree que un estudiante de universidad ha de pasarse todo el día trabajando delante de un teclado y ordenador . El "factor geek" afecta tanto a chicas como a chicas de secundaria, pero parece producir más de un efecto negativo sobre las estudiantes.
El catedrático Paul De Palma, de la Universidad de Gonzaga, cree que más chicas pueden ser atraídas hacia el estudio de la informática, y resalta su similitud con las matemáticas.

## Teoría de género y mujeres en informática
Un libro de 2008 titulado Gender and Information Technology: Moving Beyond Access to Co-Create Global Partnership utiliza teoría de Riane Eisler sobre la transformación cultural para ofrecer una perspectiva de sistemas sociales interdisciplinarios en temas de acceso a la tecnología. (Eisler es conocido por su best-seller internacional The Chalice and the Blade Our History, Our Future). Gender and Information Technology explora cómo pasar de sistemas dominadores a sistemas de colaboración-como se refleja en cuatro instituciones sociales primarias (comunicación, medios de comunicación, educación y negocios) - puede ayudarnos a ir más allá de la noción simplista de acceso a cocrear una verdadera revolución digital en todo el mundo.
Un libro de 2000 titulado Athena Unbound, ofrece un análisis (basado en entrevistas y encuestas) sobre mujeres científicas partiendo de su interés de la primera infancia, hasta la universidad, la escuela de posgrado y, finalmente, en el puesto de trabajo académico. La tesis de este libro es que "las mujeres se enfrentan a un sinfín de barreras relacionadas con el género para entrar y triunfar en las carreras científicas, estas barreras persisten a pesar de los avances recientes".

## Perspectiva internacional
Los países occidentales presentan un consenso con respecto a las mujeres y la informática y exhiben números muy similares.
Una encuesta, realizada por SWIFT ("Supporting Women in Information Technology") con sede en Vancouver, Canadá, produce resultados interesantes también. La encuesta recogió 7.411 participantes a los que se les hicieron preguntas sobre sus opciones de carrera. Las mujeres tienden a creer que no tienen el conjunto de habilidades necesarias para tener éxito en el campo de la Informática. Esto proporciona una base sólida para una correlación positiva entre la percepción de competencia y elección de carrera.
Un proyecto con sede en Edimburgo, Escocia, "Estrategias de inclusión: Género y Sociedad de la Información" (SIGIS) publicó sus conclusiones sobre la base de la investigación realizada en 48 estudios de casos separados en toda Europa. Las conclusiones se centran en la contratación, así como en las técnicas de retención para mujeres ya estudiando en este campo. Estas técnicas van desde la introducción de modelos de rol, campañas de publicidad y cuotas de asignación que harán que la informática parezca un campo más neutral en género. También se sugieren reformas en la educación que aumentarían la calidad del profesorado y los servicios tecnológicos. Una breve panorámica de las razones para cerrar la brecha de género en la industria de la informática incluye:
- Argumento de justicia. Las mujeres carecen de oportunidades para influir en la sociedad a través de un medio en crecimiento tecnológico continuo
- Argumento de igualdad de oportunidades. Derechos y beneficios que ofrecen las TIC.
- Argumento de los recursos. Las pérdidas sociales que se acumulan debido al desperdicio del talento y la experiencia de las mujeres.
- Argumento del mercado de trabajo. Explora la posibilidad del futuro papel de la mujer como proveedora de mano de obra cualificada.

La situación en los países de Asia es muy diferente. La investigación sugiere que Malasia cuenta con porcentajes más equilibrados, casi mitad-mitad. Se sugiere que esto puede ser debido al hecho de que las mujeres de Malasia ven las carreras de TI como una forma de trabajo en lugar de un símbolo de estatus. Un trabajo en la industria de la computación también implica un entorno de trabajo seguro. La fuerte creencia en la generación anterior de que lasTI serían un sector floreciente con muchas oportunidades de trabajo motivó a los padres para atraer a sus hijos a participar en una carrera de Informática, no importando el género.
En la India, el caso es el contrario al de los países occidentales. Hay una gran demanda de informática, pero no suficientes universidades prestigiosas que ofrezcan una educación de calidad (esto está cambiando, sin embargo). Dado que la industria de la TI ha sido fuente de empleo a gran escala, hay una tasa más alta de mujeres que escogen formación y carreras de ingeniería, especialmente ingeniería informática. La Ingeniería informática es un relativamente limpio en el sentido de que no se incluye entre las carreras ligadas a fábricas. La mayoría de las carreras están ligadas a la programación, que también se puede hacer fácilmente en casa. Los graduados en Informática de prestigiosas universidades también son altamente respetados. Los padres también intervienen significativamente en las decisiones, ya que mayoritariamente promueven una carrera en ingeniería informática. Incluso entonces, la competencia es muy dura, y las pocas mujeres que entran en las mejores universidades son muy respetadas.[cita requerida]

## Historia de las mujeres en la informática

### SigloXIX
- 1843: Ada Lovelace, reconocida como la primera en describir un lenguaje de programación de carácter general interpretando las ideas de Babbage. Publicó una serie de influyentes notas sobre el ordenador de Babbage, su «máquina analítica» que nunca llegó a construirse, las firmó con sus iniciales, no con su nombre completo por miedo a ser censurada por ser mujer.[12]
- 1892: Henrietta Swan Leavitt, se graduó a los 24 años en lo que ahora es el Radcliffe College. Trabajó como voluntaria al año siguiente en el Observatorio del Harvard College y se une al grupo de las «calculadoras» (computers), un grupo de mujeres dedicadas a la producción de datos astronómicos en Harvard; su labor es fundamental en el descubrimiento de las Estrellas variables Cefeidas, del cual sus superiores eran Edward Pickering y Edwin Hubble, que se llevaron inicialmente todo el mérito.

### SigloXX

#### Años 1940

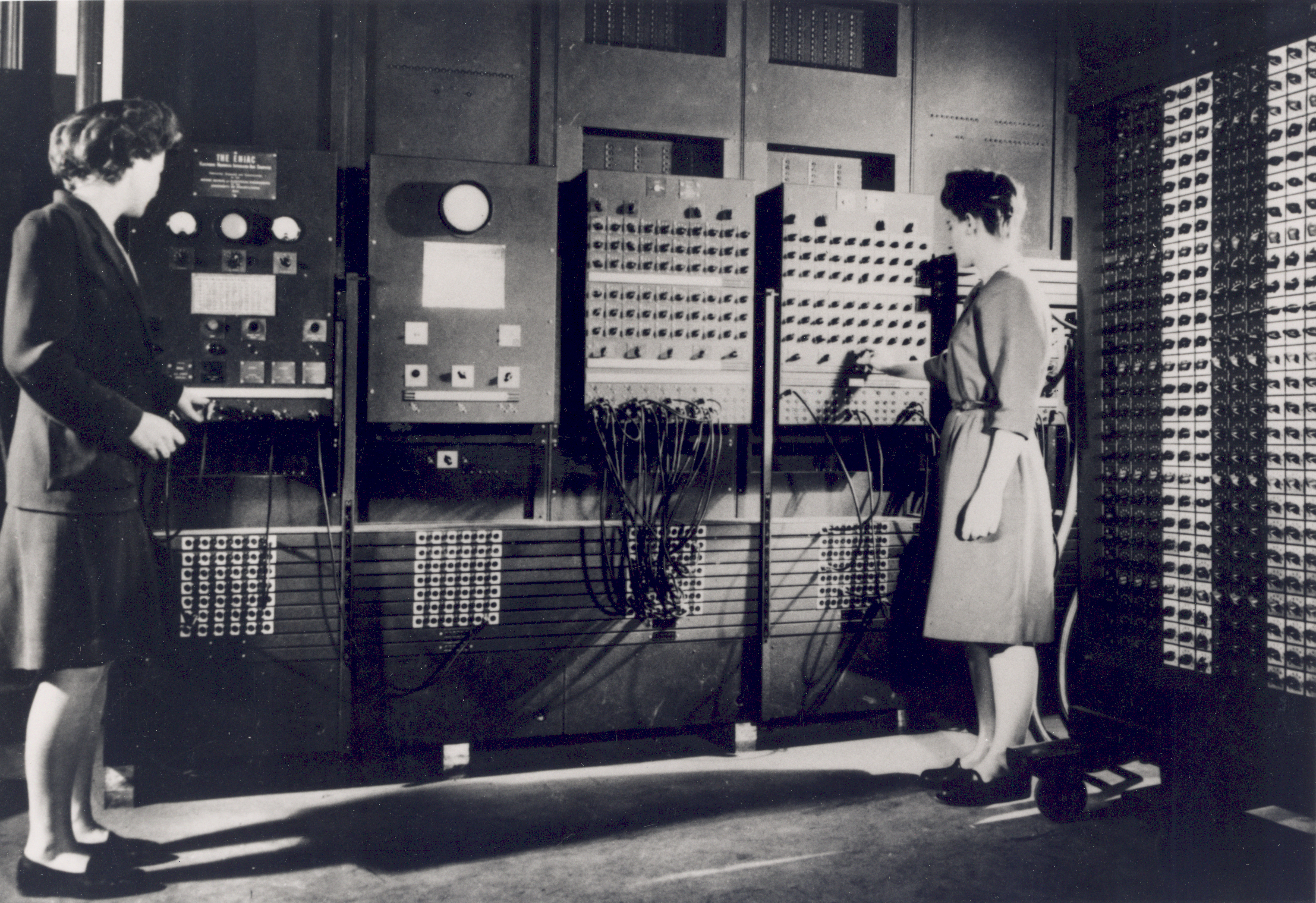
Jean Jennings Bartik y Frances Bilas Spence, dos de las seis programadoras originales del ENIAC.

- 1942: Hedy Lamarr, diva de Hollywood y co-inventora de una forma temprana de espectro de propagación en radiodifusión. La primera patente pública disponible de un sistema basado en espectro ensanchado, data del 11 de agosto de 1942, en plena Segunda Guerra Mundial  por una actriz hollywoodiense de la época, e ingeniero de telecomunicaciones, Hedy Lamarr y el pianista George Antheil.
- 1943: Las máquinas Colossus fueron los primeros dispositivos calculadores electrónicos usados por los británicos para leer las comunicaciones cifradas alemanas durante la Segunda Guerra Mundial. Fueron manejadas por mujeres que eran del Women’s Royal Naval Service.
- 1946: Jean Jennings Bartik, Betty Snyder Holberton, Frances Bilas Spence, Kathleen McNulty Mauchly Antonelli, Marlyn Wescoff Meltzer y Ruth Lichterman Teitelbaum, las programadoras originales del primer computador ENIAC.
- 1947: Kathleen Booth, desarrolla el primer lenguaje ensamblador al que llamó  Contracted Notation.[13]
- 1949: Ángela Ruiz Robles, obtuvo la patente de su Enciclopedia mecánica n.º 190.698 a favor de un procedimiento mecánico, eléctrico y a presión de aire para lectura de libros. Precursora del e-book.[14]
- 1949: Grace Hopper, militar estadounidense se une a la empresa Eckert–Mauchly Computer Corporation, que en este año estaban desarrollando las computadoras BINAC y UNIVAC I.

#### Años 1950

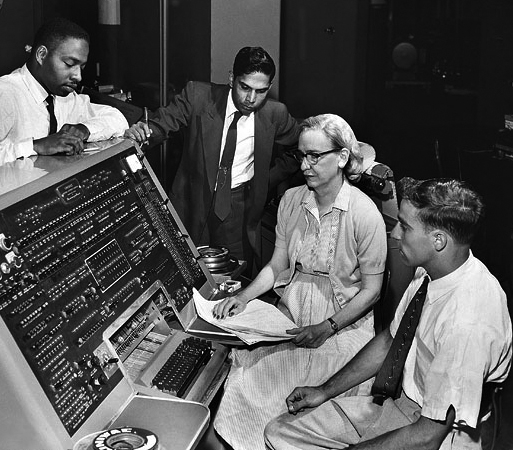
Grace Hopper frente a una estación de control de la UNIVAC I, fotografía de la década de 1960.

- 1952: Grace Hopper, desarrolló el primer compilador de la historia, el A-0, y en 1957 realizó el primer compilador para procesamiento de datos que usaba órdenes en inglés, el B-0 (FLOW-MATIC), utilizado principalmente para el cálculo de nóminas.
- 1959: Mary Allen Wilkes, mientras trabajaba en el MIT, tuvo la oportunidad de trabajar con computadoras como la IBM 709 y la TX-2 (1959 a 1963).[15] En ese tiempo estuvo diseñando diversos sistemas operativos para LINC, en inglés Laboratory Instrument Computer, con el nombre de LAP (sistema operativo), en inglés LINC Assembly Program (primera minicomputadora), hasta evolucionar al LAP6.

#### Años 1960

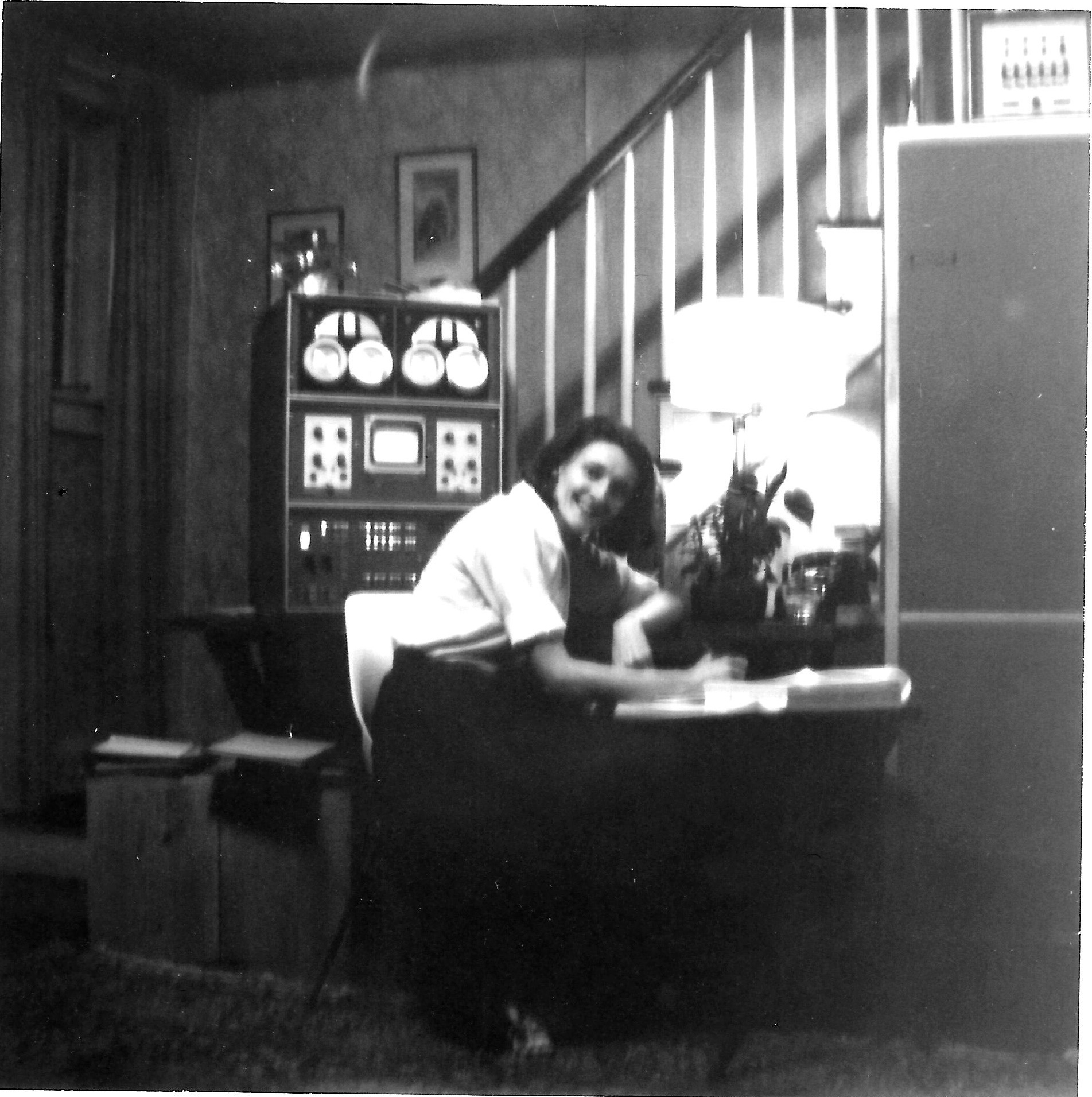
Mary Allen Wilkes, trabajando en 1965 con su computador privado.

- 1962: Jean E. Sammet, matemática y científica en computación; desarrolló el lenguaje de programación FORMAC. Fue la primera persona que escribió en extensión sobre la historia y clasificación de los lenguajes de programación (1969).
- 1965: Jean E. Sammet,  fundó el Comité Especializado en Cálculo Simbólico y Algebraico (SICSAM) de la  ACM, .
- 1965: Mary Allen Wilkes, fue la primera en crear y trabajar con una computadora privada desde su casa, lo cual hace que se le considere la primera usuaria de una estas computadoras.

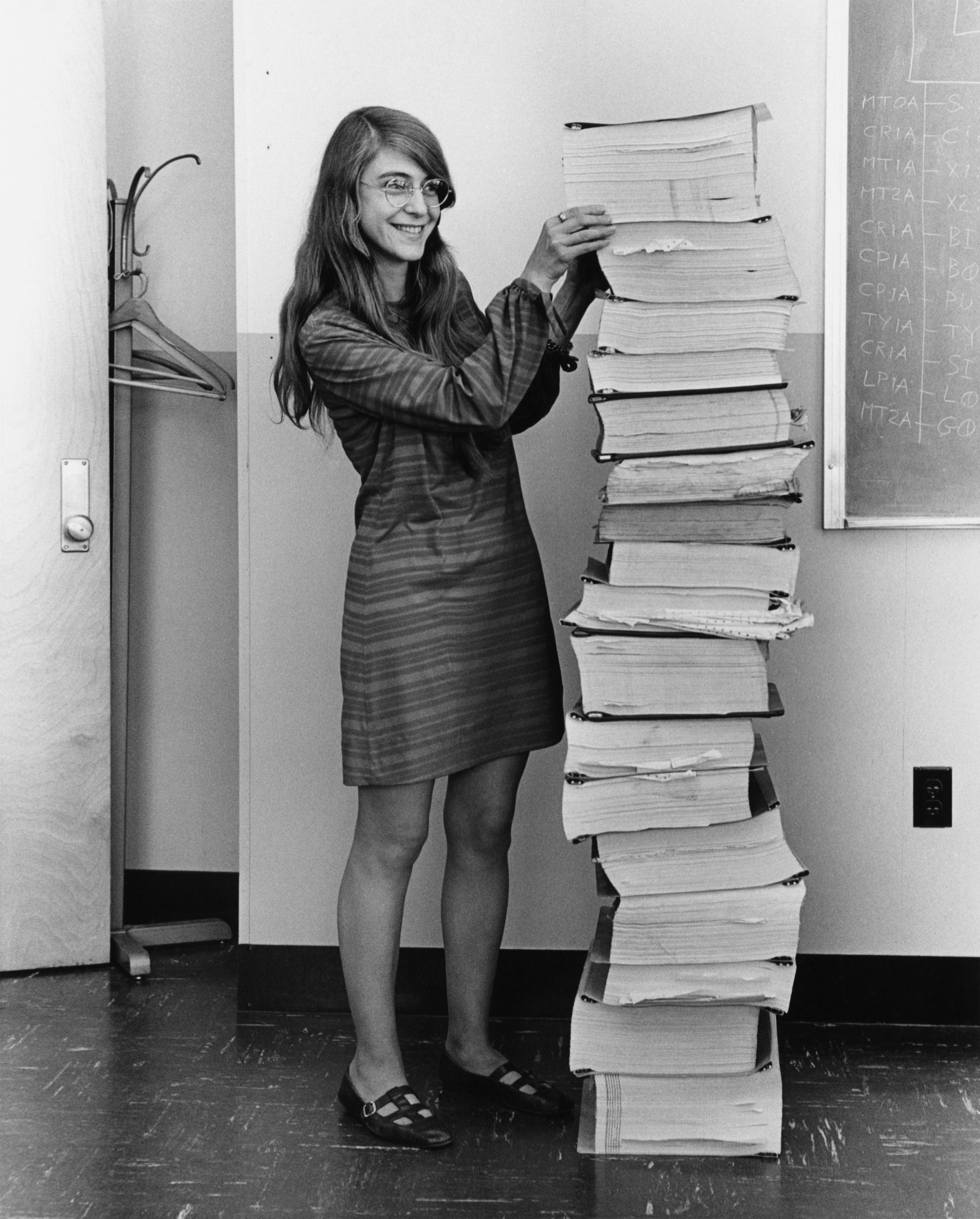
Margaret Hamilton junto al código de su software de navegación desarrollado para el Programa Espacial Apolo.

- 1968: Barbara H. Liskov,  se convirtió en la primera mujer de los Estados Unidos en conseguir un Doctor Philosophiae en Ciencias de la computación por la Universidad de Stanford.
- 1969: Margaret Hamilton, desarrolla el software de navegación "on-board" para el Programa Espacial Apolo.

#### Años 1970
- 1972: Karen Spärck Jones, pionera de recuperación de información y procesamiento del lenguaje natural.
- 1974: Jean E. Sammet, fue presidenta del Grupo de Interés de Lenguajes de Programación (Special Interest Group on Programming Languages). Primera presidenta de ACM, de 1974 a 1976.
- 1978: Carol Shaw, la empresa Atari la reclutó para trabajar como diseñadora de videojuegos, oficialmente desempeñando la labor de Ingeniera microprocesadora de software, convirtiéndose de ese modo en la primera mujer diseñadora de videojuegos por sus trabajos Polo, que finalmente no llegó a publicarse, quedándose en mero prototipo.[16]

#### Años 1980
- 1982: Carol Shaw, se une a Activision, donde programó su mejor juego, el conocido River Raid .[17] El cual fue calificado en algunos países de Europa (como Alemania), como juego violento y prohibido a menores, convirtiéndose en el primer juego de videoconsola que fue prohibido por violencia.[16]
- 1984: Roberta Williams, su trabajo fue pionero en los juegos de aventuras gráficas, para computadoras personales, en especial la saga King's Quest.
- 1984: Susan Kare, creó los iconos y muchos de los elementos de la interfaz para el Apple Macintosh original en la década de 1980, trabajó como directora creativa en NeXT.

#### Años 1990

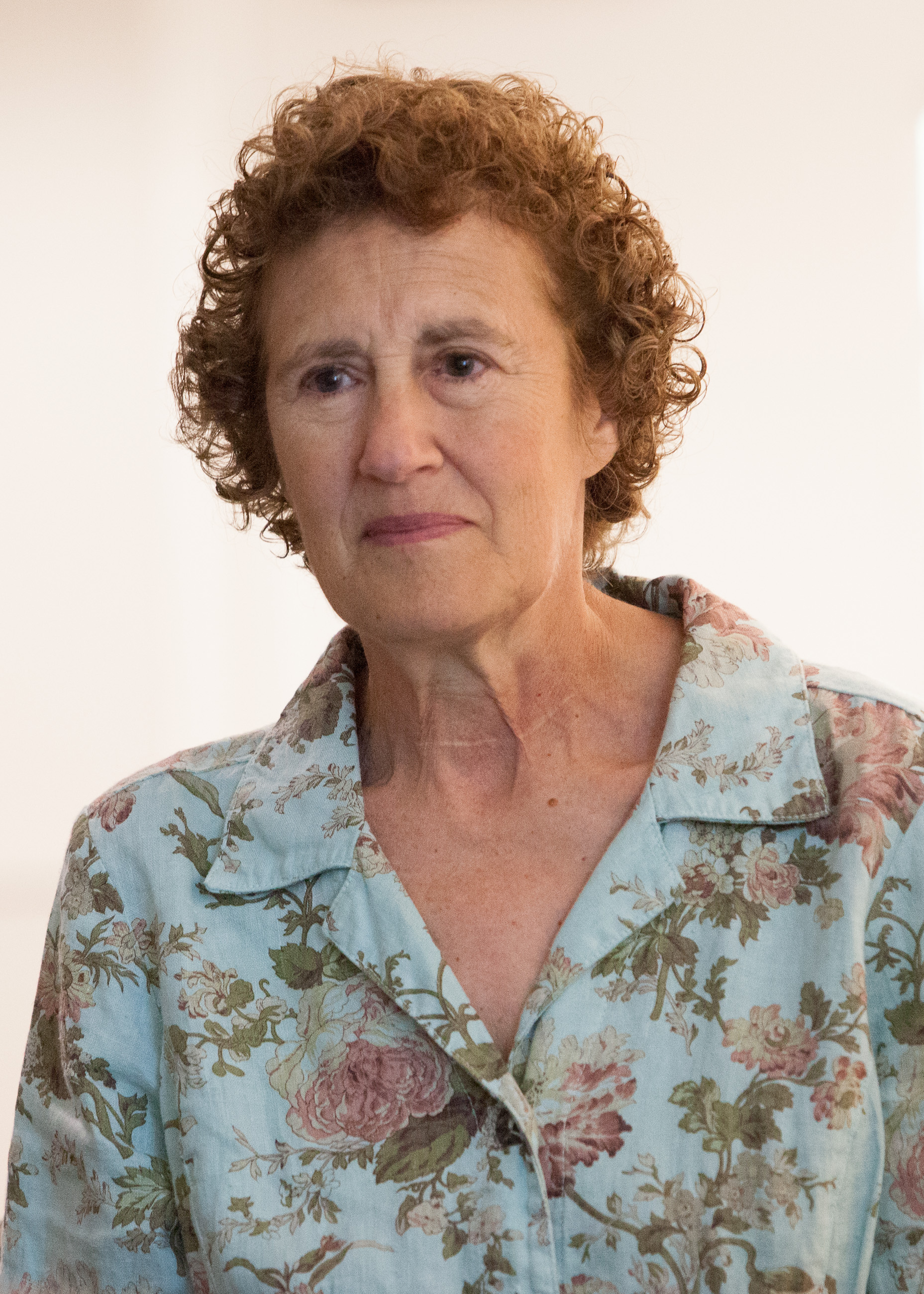
Barbara Liskov, primera mujer Philosophiæ doctor en Ciencias de la Computación, ha recibido la Medalla John von Neumann y el Premio Turing por su contribuciones a la informática.

- 1993: Shafi Goldwasser, ganadora del Premio Gödel por el artículo "The knowledge complexity of interactive proof systems".
- 1993: Barbara Liskov junto con Jeannette Wing desarrolla el Principio de sustitución de Liskov.
- 1994: Sally Floyd, más conocida por su trabajo en Transmission Control Protocol.
- 1996: Xiaoyuan Tu, primera mujer beneficiaria del Premio de Tesis de Doctorado del ACM.
- 1997: Anita Borg,  fundó el Instituto de la Mujer y la Tecnología (ahora el Instituto Anita Borg de la Mujer y Tecnología). Los dos objetivos primordiales detrás de la fundación de la organización eran aumentar la representación de las mujeres en los campos técnicos y permitir la creación de más tecnología por las mujeres.[18]

### 

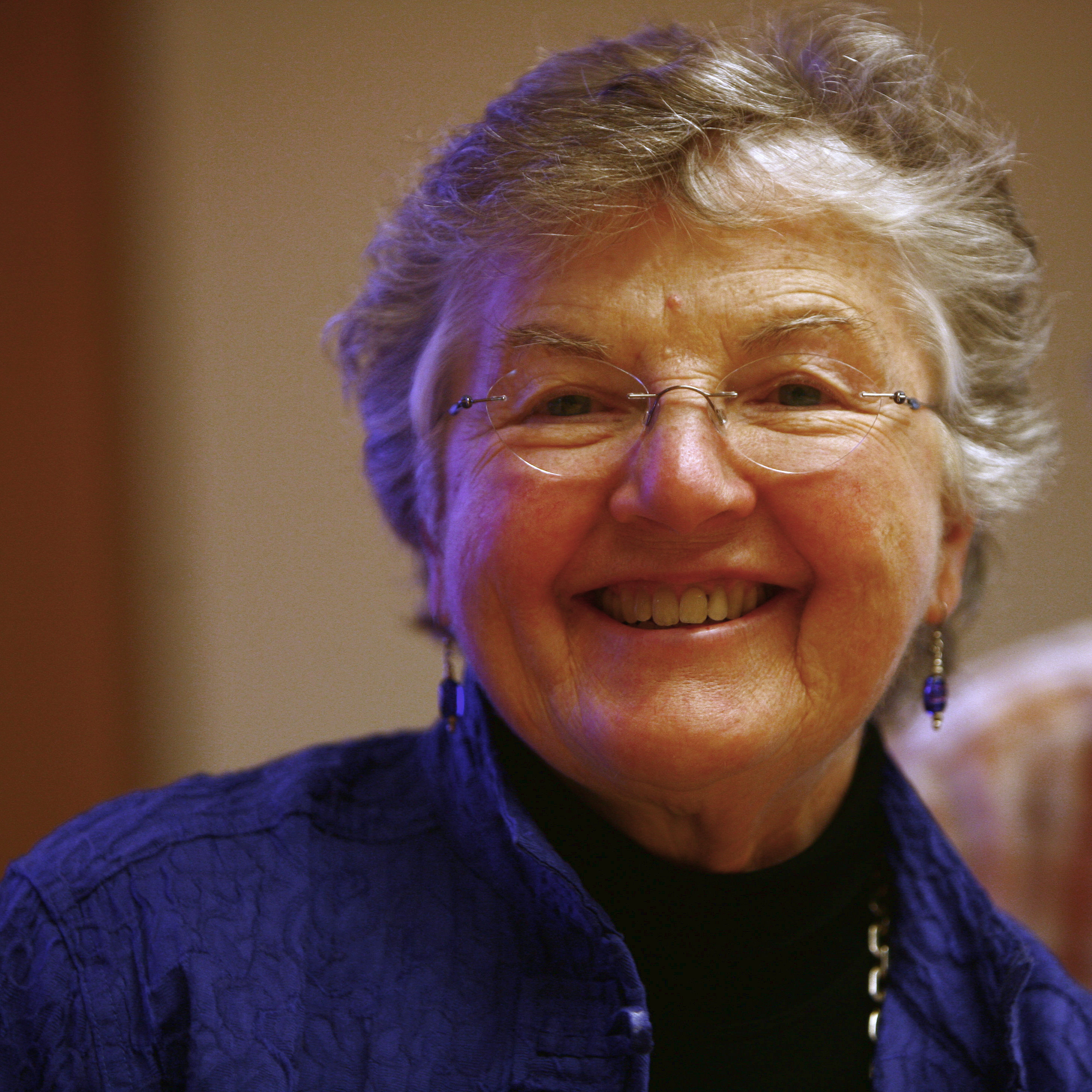
Frances Allen, primera mujer en recibir el premio Turing

### SigloXXI

#### Años 2000
- 2001: Shafi Goldwasser, ganadora del Premio Gödel por el artículo "Interactive Proofs and the Hardness of Approximating Cliques".
- 2004: Barbara H. Liskov, ganó la Medalla John von Neumann por "su fundamental contribución a los lenguajes de programación, metodologías de programación y sistemas distribuidos".
- 2004: Jeri Ellsworth, diseñadora autodidacta de chips auto y creadora del C64 Direct-to-TV.
- 2005: Mary Lou Jepsen, fundadora y directora en tecnología del proyecto One Laptop per Child (OLPC), One Laptop per Child (OLPC).[19]
- 2006: Frances E. Allen, primera mujer en recibir el Premio Turing de ACM.
- 2008: Shafi Goldwasser, recibió el Premio Athena Lecturer por el comité de la Association for Computing Machinery, otorgado a mujeres destacadas en las ciencias de la computación (2008-2009).
- 2008: Barbara H. Liskov, ganó el premio Turing por "su contribución a los fundamentos teóricos y prácticos en el diseño de lenguajes de programación y sistemas, especialmente relacionados con la abstracción de datos, tolerancia a fallos y computación distribuida".
- 2009: Susan L. Graham, ganó la Medalla John von Neumann.

#### Años 2010

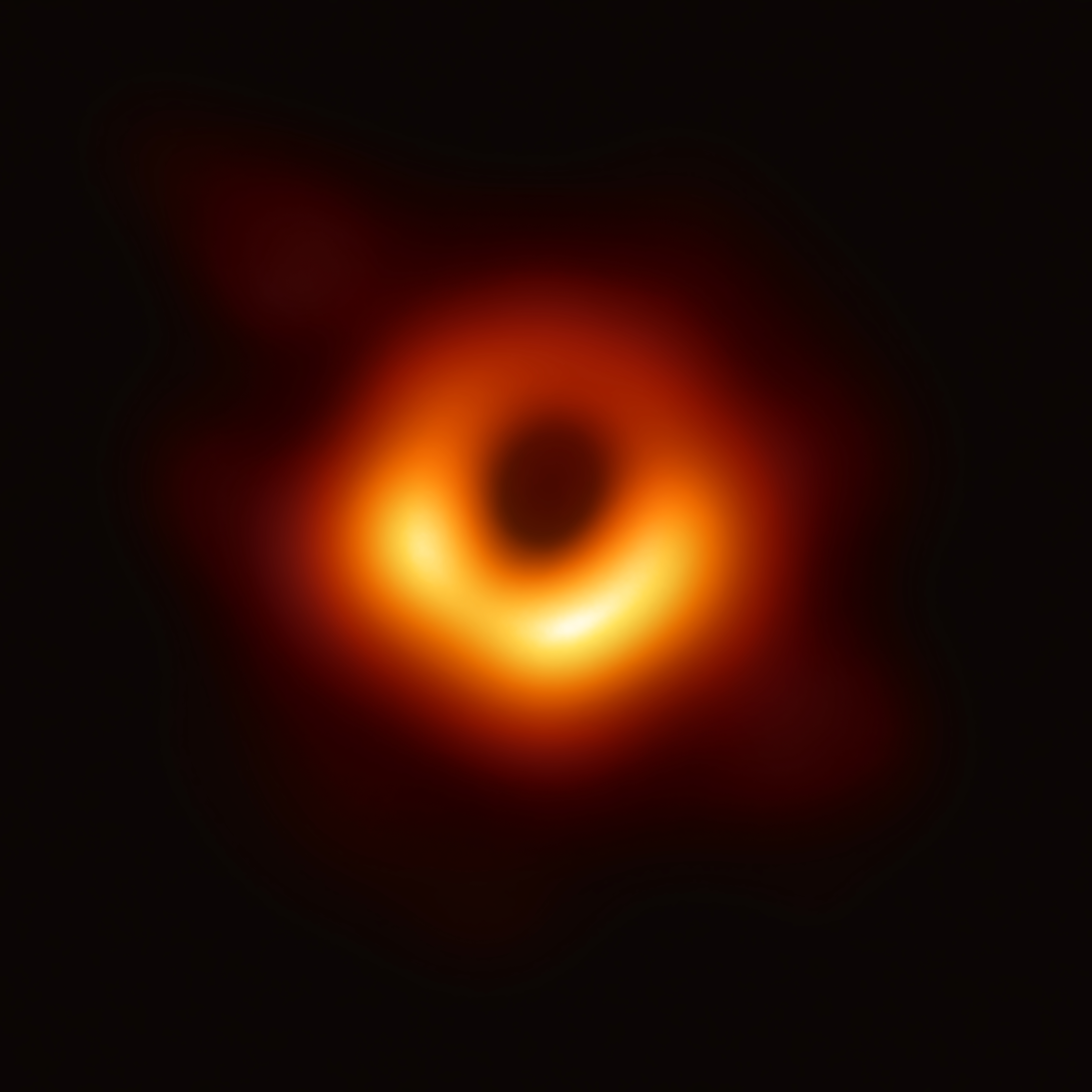
Una de las dos primeras imágenes de un agujero negro realizadas en la historia, obtenidas gracias al algoritmo creado por Katie Bouman

- 2010: Arantza Illarramendi, primera mujer en recibir el 'Premio Aritmel al Informático del año' otorgado por la Sociedad Científica Informática de España (SCIE) por su trabajo en bases de datos.
- 2011: Ángela Ruiz Robles, la Universidad de Informática de Granada le hace un homenaje como la precursora del e-book.
- 2012: Shafrira Goldwasser, es galardonada con el Premio Turing siendo la tercera mujer en recibir dicho galardón.
- 2016: Margaret Hamilton y Grace Murray Hopper (fallecida en 1992) son galardonadas con la Medalla Presidencial de la Libertad.
- 2019: En abril fueron presentadas las dos primeras imágenes de un agujero negro, obtenidas gracias a un algoritmo desarrollado por la doctora en informática de Caltech, Katie Bouman.[20]
- 2019: Éva Tardos, informática teórica húngara recibe la Medalla John von Neumann.

## Premios

### Receptoras delPremio Turing
- Frances Elizabeth Allen (2006)
- Barbara Liskov (2008)
- Shafi Goldwasser (2012)

### Receptoras de laMedalla John von Neumann
- Barbara Liskov (2004)
- Susan L. Graham (2009)
- Éva Tardos (2019)